# Partido Netista Italiano
El Partido Nettista Italiano (Partito Nettista Italiano, PNI), más conocido como el Partido del Bistec (Partito della Bistecca), fue un partido político de broma fundado en Italia en 1953 por el editor Corrado Tedeschi. Considerado un precursor de la antipolítica o el primer partido satírico italiano, el Partido del Bistec participó en las elecciones generales italianas de 1953, prometiendo dar a la gente un bistec todos los días.

## Historia

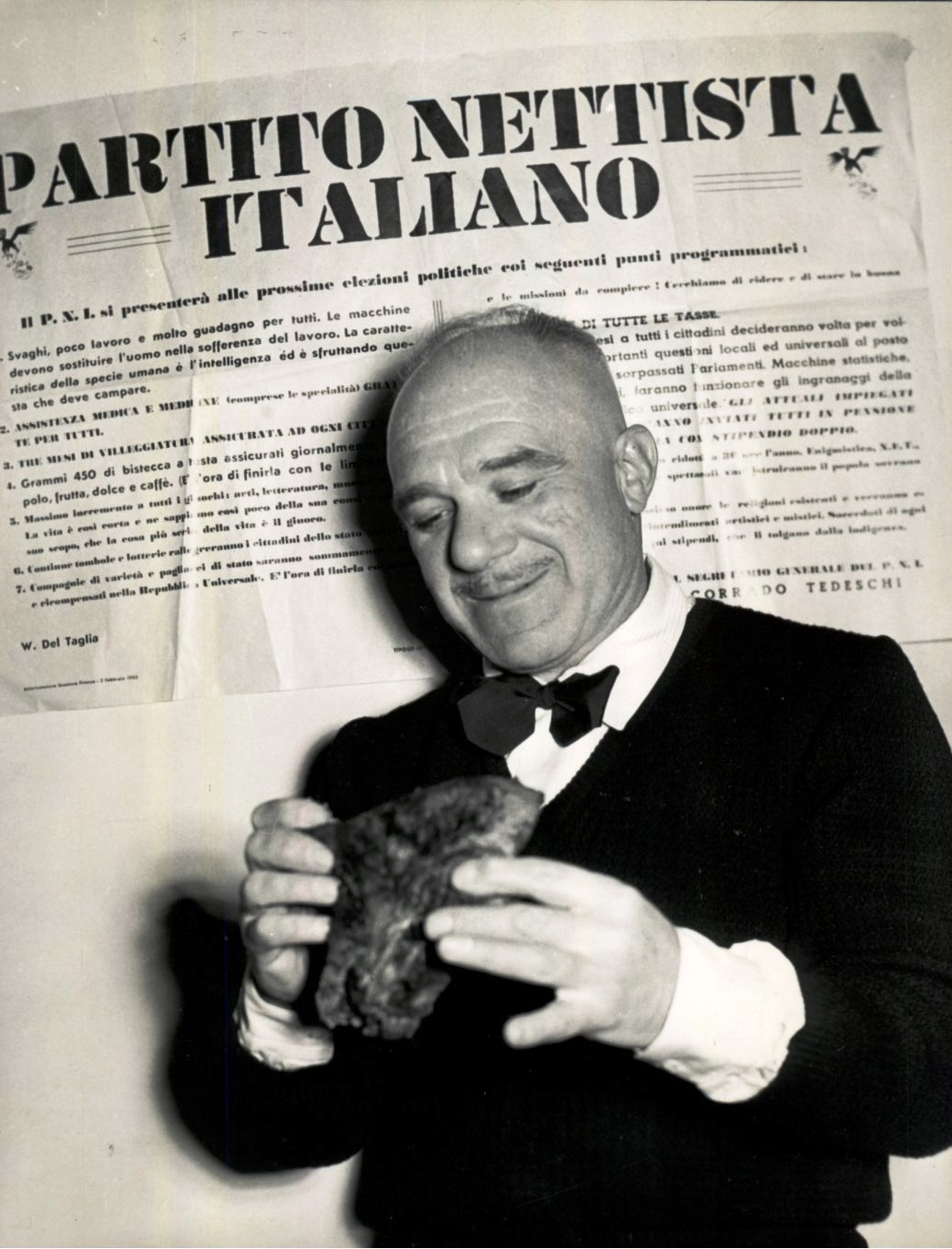
Corrado Tedeschi con un bistec.

En Florencia, en los años 50, el editor Corrado Tedeschi, junto con Ugo Cavallini, fundó un partido político que llevaba el nombre de su popular revista semanal de acertijos Nuova Enigmistica Tascabile (NET). La fiesta recibió el apodo de Partido del Bistec (partito della bistecca) cuyo símbolo es una novilla, porque el programa político, entre otras cosas, prometía entregar un suministro diario de filete a cada ciudadano. El partido también tenía un himno oficial compuesto por mugidos de vacas.
 
El partido tenía una intención más que evidentemente burlona, goliardista y surrealista, y parodiaba con igual evidencia al populista Frente del Hombre Común.
A pesar de ser un partido político de broma, el Partido Netista Italiano participó en las elecciones generales del 7 de junio de 1953 para la Cámara de Diputados, disputando los distritos electorales de Roma, Florencia y Milán. Sus lemas eran «¡Viva la diversión!» (W la pacchia!), y «Más vale un bistec hoy que un imperio mañana». 
El Pat obtuvo 4305 votos válidos, equivalentes al 0,02% a nivel nacional (o al 0,14% sólo en Florencia).

## Programa político

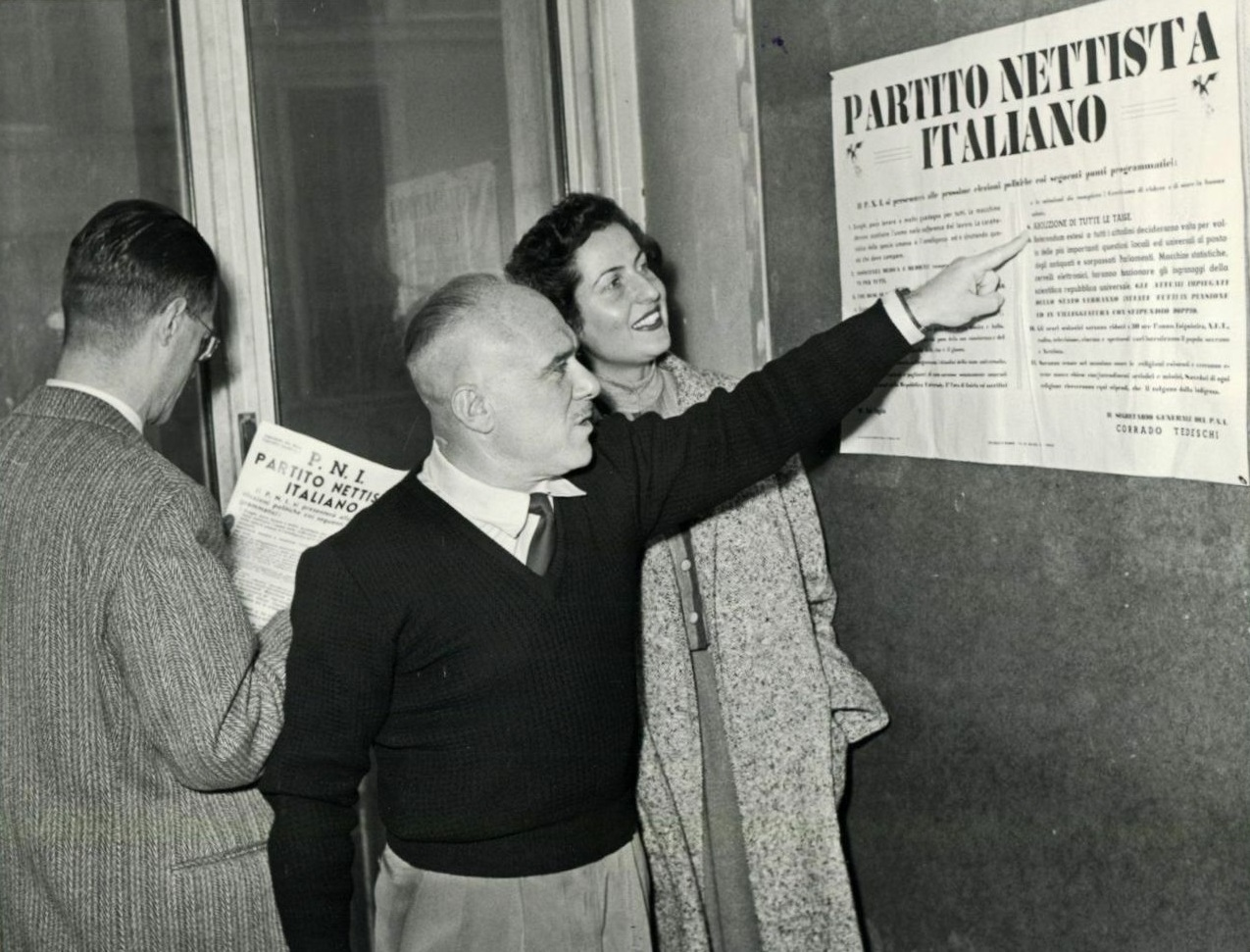
Corrado Tedeschi señala el programa del Partido del Bistec.

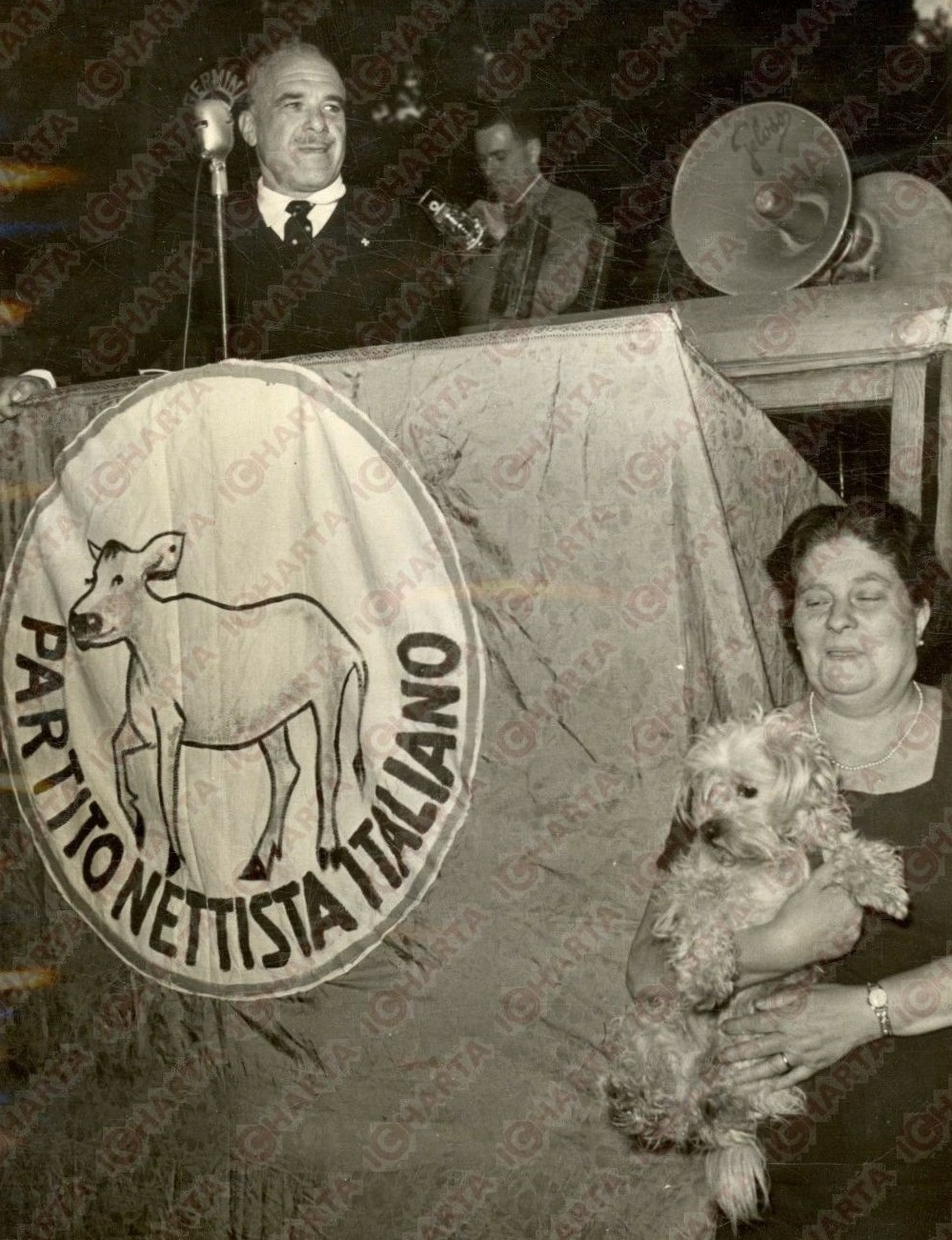
Tedeschi durante un mitin en el monte Pincio en Roma.

Corrado Tedeschi presentó el programa oficial del Partido Netista Italiano para las elecciones generales italianas de 1953 de la siguiente manera:
1. Actividades de ocio, poco trabajo y mucho dinero para todos. Las máquinas deben sustituir al hombre en el sufrimiento del trabajo. La característica de la especie humana es la inteligencia y es explotándola como debe sobrevivir.
2. Atención médica y medicamentos gratuitos para todos.
3. Tres meses de vacaciones para cada ciudadano.
4. 450 gramos (1 lb) de bistec por persona asegurado diariamente a las personas, postre, fruta y café.
5. Aumento máximo en todos los juegos: artes, literatura, música y danza. La vida es tan corta y sabemos tan poco sobre su consistencia y propósito que lo más serio de la vida es el juego.
6. Tómbolas y loterías continuas entretendrán a los ciudadanos del estado universal.
7. Los compañeros de estado de variedad y los payasos serán supremamente honrados y recompensados en la República Universal. ¡Es hora de terminar con los sacrificios y las misiones! Ríamos y tengamos salud.
8. Abolición de todos los impuestos.
9. Los referendos ampliados a todos los ciudadanos decidirán cada vez las cuestiones locales y universales más importantes, en lugar de los anticuados Parlamentos. Las máquinas estadísticas, los cerebros electrónicos, harán girar los engranajes de la república científica universal. Los actuales empleados del Estado serán enviados a retiro y vacaciones con doble salario.
10. Las clases escolares se reducirán a 30 horas al año. La enigmática NET, la radio, la televisión, el cine y diversos programas educarán al pueblo soberano y netista.
11. Las religiones existentes serán tenidas en el más alto honor y se erigirán nuevas iglesias con intenciones artísticas y místicas. Los sacerdotes de todas las religiones recibirán salarios justos que los sacarán de la pobreza.
12. Abolición de las cárceles. Cuando todos tengan 450 gramos (1 lb) de carne asegurada, nadie necesitará robar ni matar. Si hay excepciones las trataremos en asilos. Debemos sacar a la humanidad del miedo a la guerra y al encarcelamiento.